# Tanjung Putus (Padang Tualang)
Tanjung Putus is een bestuurslaag in het regentschap Langkat van de provincie Noord-Sumatra, Indonesië. Tanjung Putus telt 6521 inwoners (volkstelling 2010).